# Kleczew (gemeente)
De gemeente Kleczew is een stad- en landgemeente in het Poolse woiwodschap Groot-Polen, in powiat Koniński.
De zetel van de gemeente is in Kleczew.
Op 30 juni 2004 telde de gemeente 9729 inwoners.

## Oppervlakte gegevens
In 2002 bedroeg de totale oppervlakte van gemeente Kleczew 110,12 km², waarvan:
- agrarisch gebied: 75%
- bossen: 1%

De gemeente beslaat 6,98% van de totale oppervlakte van de powiat.

## Demografie
Stand op 30 juni 2004:
| Omschrijving                   | Totaal | Totaal | Vrouwen | Vrouwen | Mannen | Mannen |
| ------------------------------ | ------ | ------ | ------- | ------- | ------ | ------ |
| eenheid                        | aantal | %      | aantal  | %       | aantal | %      |
| inwoners                       | 9729   | 100    | 4952    | 50,9    | 4777   | 49,1   |
| bevolkingsdichtheid (inw./km²) | 88,3   | 88,3   | 45      | 45      | 43,4   | 43,4   |

In 2002 bedroeg het gemiddelde inkomen per inwoner 3286,56 zł.

## Administratieve plaatsen (sołectwo)
Adamowo, Budzisław Górny, Budzisław Kościelny, Izabelin, Jabłonka, Janowo, Kalinowiec, Kamionka, Marszewo, Miłaczew, Nieborzyn, Przytuki, Roztoka, Sławoszewek, Sławoszewo, Stare Tręby, Wielkopole, Wola Spławiecka, Zberzyn, Złotków.

## Aangrenzende gemeenten
Kazimierz Biskupi, Orchowo, Ostrowite, Powidz, Ślesin, Wilczyn